# Find a Grave
Find A Grave (slovensko Najdi grob) je spletna stran, ki nudi dostop do spletne baze podatkov o pokopališčih. 

## Zgodovina
Po besedah ustanovitelja, prebivalca Salt Lake Cityja Jima Tiptona, so spletno stran razvili leta 1995, da bi zadostili potrebi ljudi, ki za hobi obiskujejo grobove slavnih ljudi. Potreba je nastala predvsem zaradi pomanjkanja spletnih strani, ki bi nudile podatke o grobovih slavnih ljudi. Čez nekaj časa so na strani ustvarili še spletni forum. Od aprila 2009 upravitelji spletne strani trdijo, da gostijo 32 milijonov vnosov o nahajališčih grobov pomembnih ljudi.

## Vsebina
FAQ na strani trdi, da si stran prizadeva za obširno popisovanje pokopališč vseh ljudi.
Spletna stran vsebuje sezname pokopališč in grobov vsepovsod po svetu. Ameriška pokopališča so razvrščena po zvezni državi in okrožju, mnoga pokopališča vsebujejo zemljevide Google Maps (z GPS koordinatami, ki so jih prispevali sodelavci in Ameriška geološka raziskava) in fotografije. Vnosi o posameznih grobovih vsebujejo nekaj ali vse od naštetih podatkovnih polj: datumi in kraji rojstva in smrti, biografske podatke, podatke in zasnovo pokopališča, fotografije in podatke sodelavcev. 
Članom je dovoljeno namestiti spletno obeležje za sorodnike in prijatelje brezplačno. Uporabniki dobivajo urejevalske privilegije. Člani lahko tudi zaprosijo za slike grobov, ki jih lahko prostovoljci strani Find A Grave priskrbijo.